# شونسوكي ماتسوموتو
شونسوكي ماتسوموتو (باليابانية: 松本竣介؛ بالكانا: まつもと しゅんすけ) هو رسام ياباني، ولد في 19 أبريل 1912 في طوكيو في اليابان، وتوفي بنفس المكان في 8 يونيو 1948.

## معرض صور

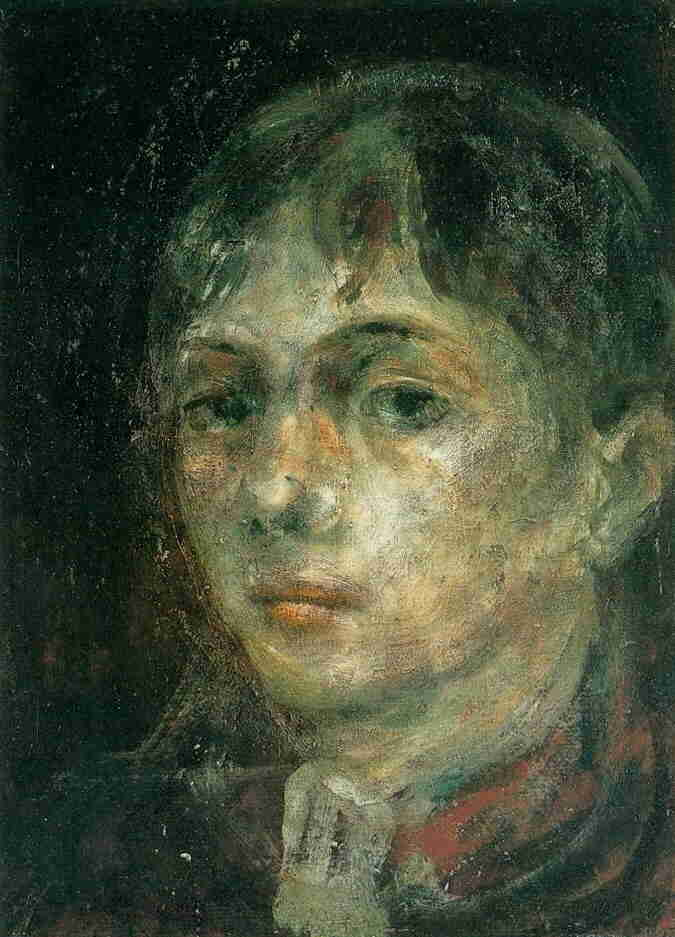
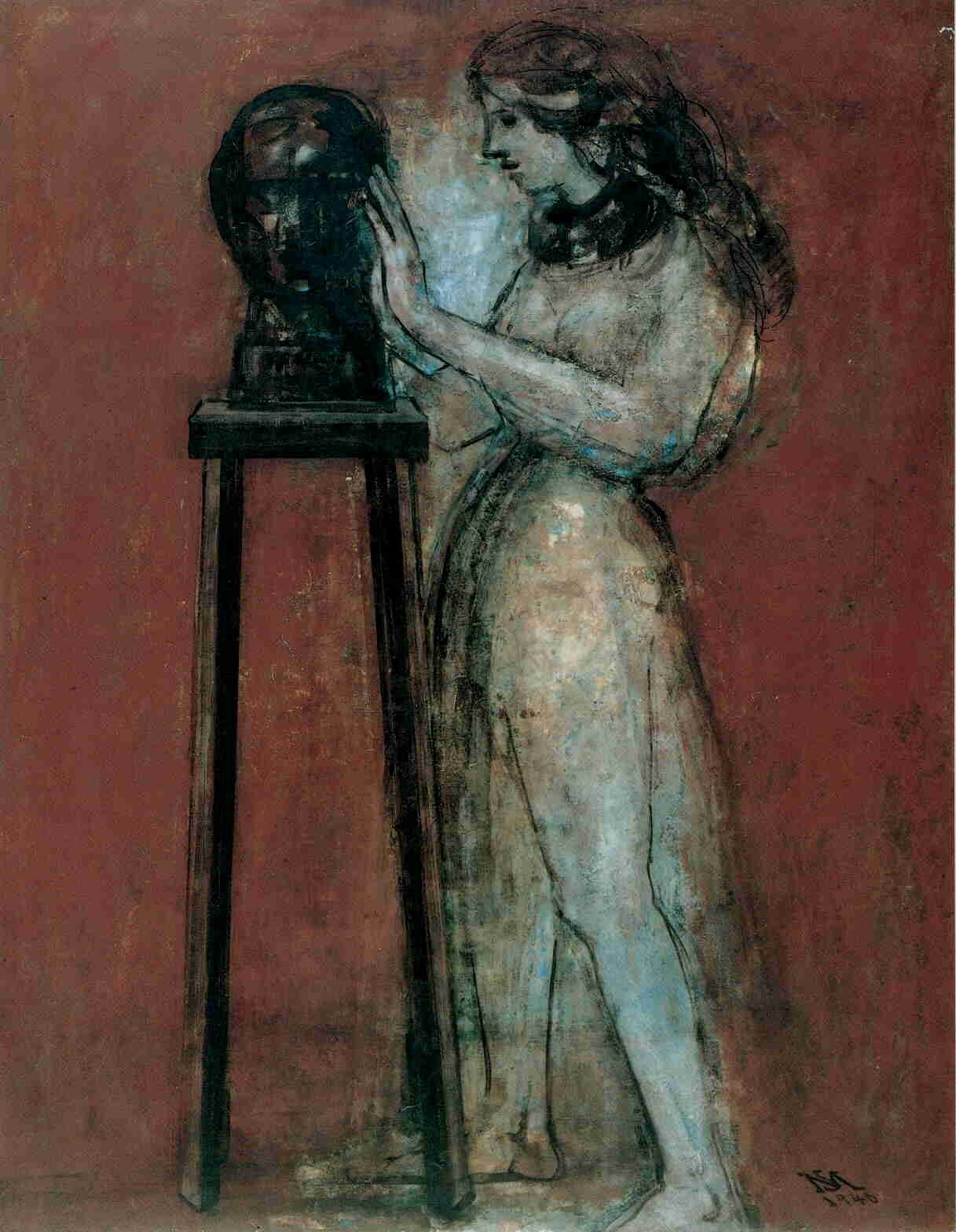
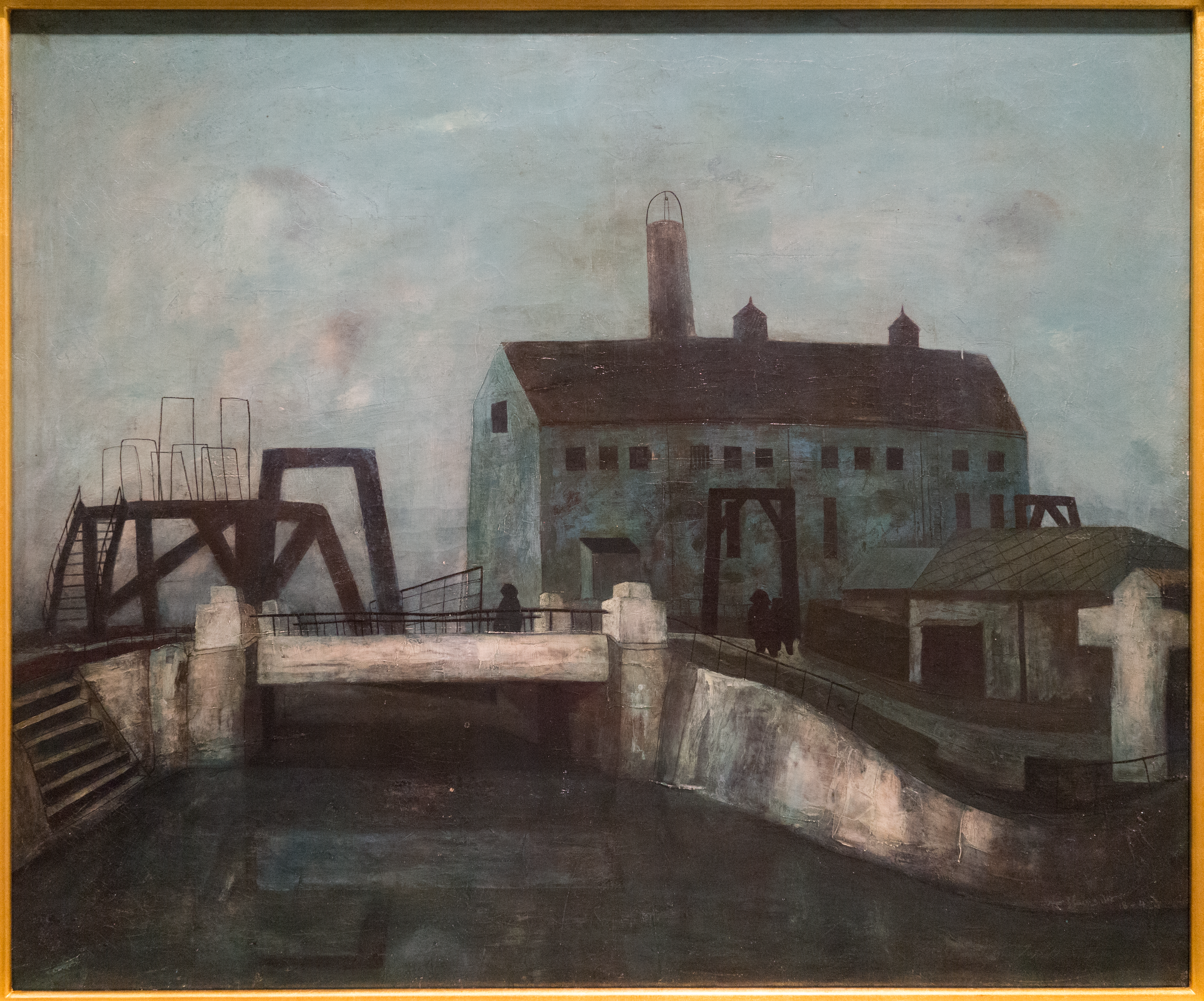
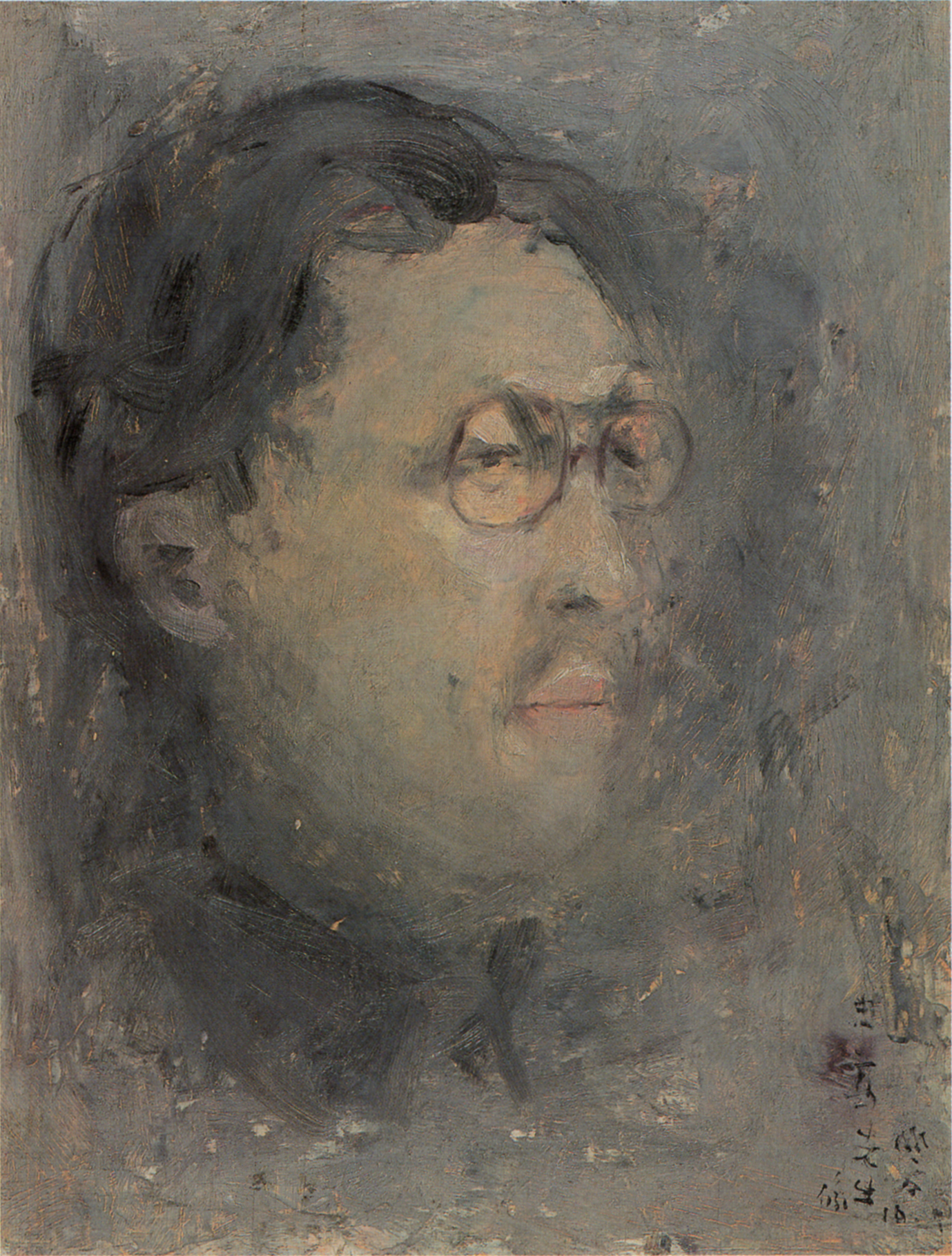
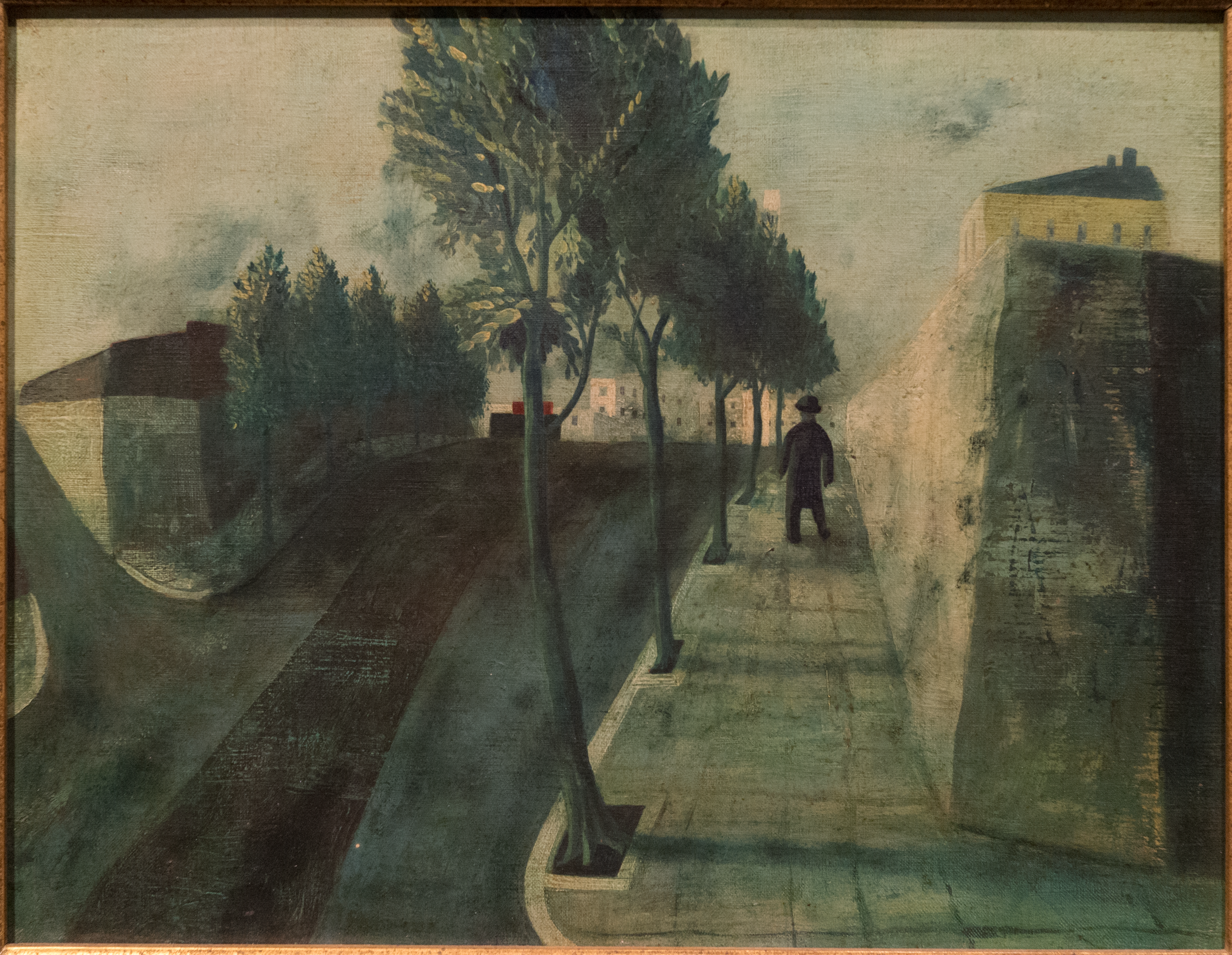